# Czwarty człowiek

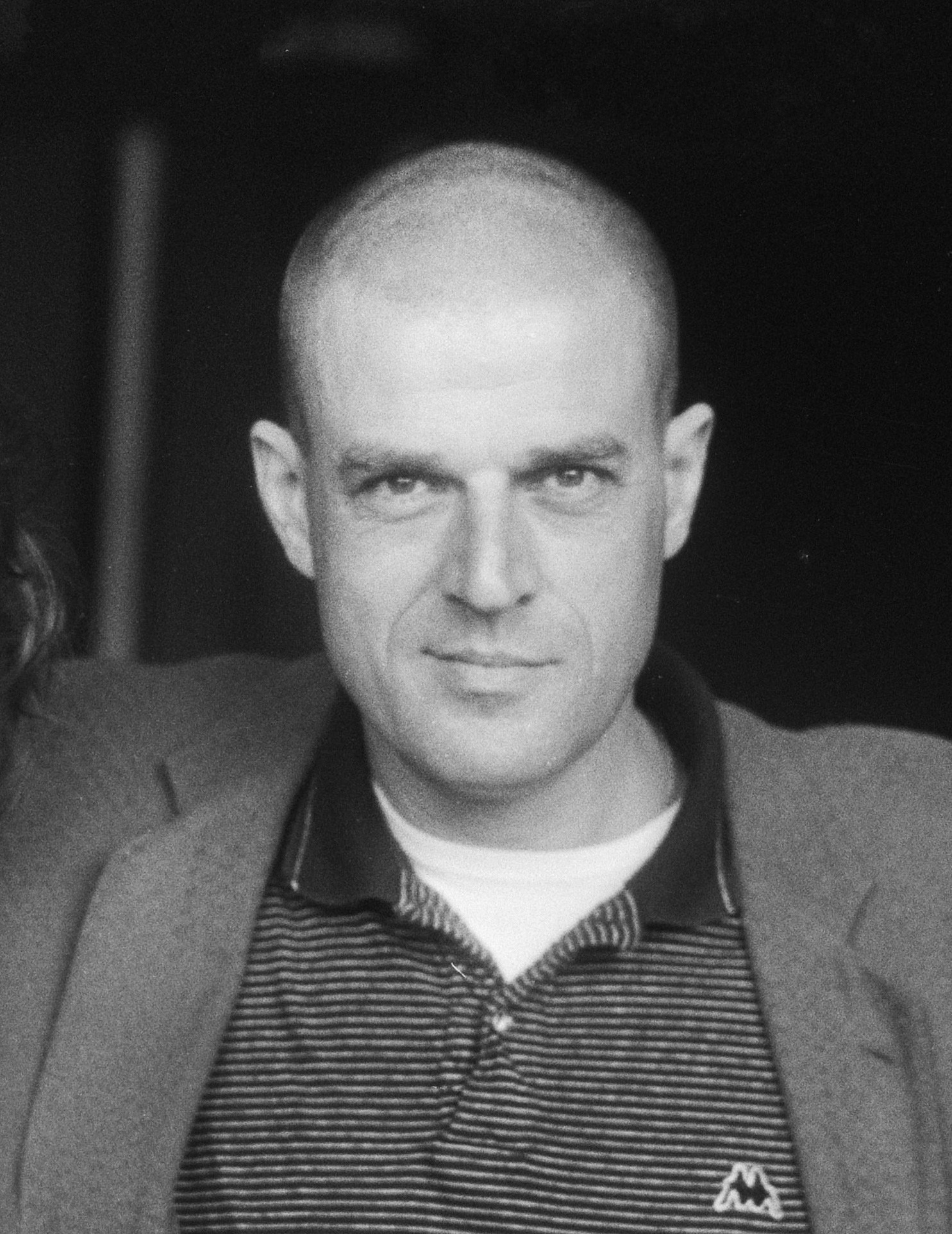
Odtwórca roli tytułowej, Jeroen Krabbé, w roku 1983, kiedy wydano film.

Czwarty człowiek (nider. De vierde man) – holenderski thriller z 1983 roku w reżyserii Paula Verhoevena. 
Scenariusz do filmu napisał Gerard Soeteman na podstawie powieści autorstwa Gerarda Reve'a pod tym samym tytułem. W rolach głównych obsadzono Jeroena Krabbé i Renée Soutendijk. Czwarty człowiek to ostatni projekt Verhoevena zrealizowany w ojczystym kraju przed emigracją do Stanów Zjednoczonych. Fabuła skupia się na losach pisarza-alkoholika, który wdaje się w niebezpieczny romans z uwodzicielską kobietą.
Film epatuje obrazami przemocy oraz scenami intensywnej erotyki. Krytycy pozytywnie ocenili dzieło, chwaląc je za pełnię suspensu, wykonanie, grę aktorską oraz bogaty symbolizm. Magazyn Empire uznał Czwartego człowieka za jeden ze stu najlepszych filmów w historii światowego kina. W holenderskich kinach obraz okazał się umiarkowanym przebojem, do kin przyciągając około dwieście siedemdziesiąt pięć tysięcy widzów. W latach 1983−1984 projekt zdobywał nagrody na festiwalach filmowych w Europie i Ameryce Północnej, w tym na MFF w Toronto.
Swój kolejny film, Nagi instynkt (1992), Verhoeven określił mianem „duchowego następcy” Czwartego człowieka.

## Opis fabuły
Gerard Reve, biseksualny pisarz-alkoholik, wyjeżdża na spotkanie związku literatów w Vlissingen. Wikła się w romans z tajemniczą uwodzicielką Christine Halsslag, która oferuje mu gościnę w swoim domu. Okazuje się, że trzej poprzedni mężowie kobiety zginęli w niejasnych okolicznościach. W sennych koszmarach Gerard − wierny katolik − przestrzegany jest przez Maryję, która daje mu do zrozumienia, że zostanie czwartą ofiarą związku z Christine. Wkrótce pisarz zaczyna pożądać bliskiego przyjaciela kochanki, Hermana.

## Obsada
- Jeroen Krabbé − Gerard Reve
- Renée Soutendijk(inne języki) − Christine Halsslag
- Thom Hoffman − Herman
- Dolf de Vries(inne języki) − dr. de Vries
- Geert de Jong(inne języki) − Ria
- Hans Veerman(inne języki) − właściciel zakładu pogrzebowego
- Hero Muller(inne języki) − Josefs
- Caroline de Beus − Adrienne

## Nagrody i wyróżnienia
- 1983, Międzynarodowy Festiwal Filmowy w Toronto:
  - Nagroda Międzynarodowych Krytyków (wyróżniony: Paul Verhoeven)
- 1983, Chicago International Film Festival:
  - nominacja do nagrody Gold Hugo w kategorii najlepszy film fabularny (Verhoeven)
- 1984, Avoriaz Fantastic Film Festival:
  - Specjalna Nagroda Jury (Verhoeven)
  - nominacja do Grand Prize (Verhoeven)
- 1984, Los Angeles Film Critics Association Awards:
  - nagroda LAFCA w kategorii najlepszy zagraniczny film fabularny (Verhoeven)
- 1984, National Board of Review, USA:
  - nagroda NBR w kategorii najlepszy film zagraniczny[3]